# Maroš Šefčovič
Maroš Šefčovič (* 24. července 1966 Bratislava) je slovenský diplomat a politik, od prosince 2024 evropský komisař pro obchod a hospodářskou bezpečnost, interinstitucionální vztahy a transparentnost ve druhé komisi von der Leyenové, s pokračováním vedení vztahů se Spojeným královstvím po brexitu.
V první Barrosově komisi byl v období 2009–2010 komisařem pro vzdělání, školení, kulturu a mládež. Ve druhé Barrosově komisi mu mezi roky 2010–2014 náležely gesce místopředsedy pro interinstitucionální vztahy a administrativu.  V rámci Junckerovy komise byl mezi roky 2014–2019 místopředsedou pro energetickou unii a vesmírnou politiku. V první komisi von der Leyenové zastával v letech 2019–2024 post místopředsedy pro interinstitucionální vztahy a strategický výhled a v období 2023–2024 navíc výkonného místopředsedy pro Zelenou dohodu. 
Ve slovenských prezidentských volbách 2019 kandidoval jako nestraník nominovaný stranou SMER-SD. Ve druhém kole prohrál se zvolenou prezidentkou Zuzanou Čaputovou ziskem 41,6 %.

## Život a vzdělání
V roce 1984 začal studovat na Ekonomické univerzitě v Bratislavě. Během studia však dostal nabídku studovat diplomacii na MGIMO v Moskvě, zde studoval mezi lety 1985 a 1990. V létě 1989 byl přijat do Komunistické strany Československa, ale členská legitimace mu nikdy nebyla doručena, jelikož v témže roce proběhla sametová revoluce.
V roce 2000 ukončil postgraduální doktorandské studium mezinárodního a evropského práva na Univerzitě Komenského v Bratislavě.

## Kariéra
Od roku 1989 působil na ministerstvu zahraničních věcí v Praze. Nejprve jako stážista, od roku 1990 jako poradce státního tajemníka ministra zahraničí ČSFR. V letech 1991–1992 byl 3. tajemník a konzul na velvyslanectví v zimbabwském Harare, v roce 1992 byl 2. tajemníkem a zástupcem velvyslance v kanadské Ottawě.
Od roku 1993 je pracovníkem Ministerstva zahraničních věcí Slovenské republiky. Od roku 1995 pracoval na oboru zemí EU a NATO nejprve jako referent a od roku 1996 jako zástupce ředitele odboru. V roce 1997 se stal zástupcem ředitele a v roce 1998 ředitelem Kanceláře ministerstva zahraničních věcí SR.
Od roku 1998 působil jako zástupce vedoucího mise a rádce v misích Slovenska při Evropských společenstvích v Bruselu. Roku 1999 působil jako slovenský velvyslanec v Izraeli.
Po návratu na Slovensko v roce 2002 byl generálním ředitelem sekce bilaterální spolupráce Ministerstva zahraničních věcí SR a v roce 2003 generálním ředitelem sekce pro evropské záležitosti. V letech 2004 až 2009 byl velvyslancem Slovenska při Evropské unii.
Poté od října 2009 do února 2010 působil jako komisař pro vzdělání, kulturu a mládež v komisi vedení José Barrosem. Od 8. února 2010 do 1. listopadu 2014 zastával funkci komisaře pro institucionální vztahy a administrativu a stal se také místopředsedou Evropské komise za vedení předsedy José Manuela Barrosa. Místopředsedou zůstal i po listopadu 2014, kdy v nové komisi Jeana Clauda Junckera převzal agendu energetické unie. Tu původně měla vést Slovinka Alenka Bratušeková, která ale neuspěla při pohovorech před europoslanci.
V září 2018 oznámil, že se chce ucházet o post lídra kandidátky evropských socialistů pro volby do Evropského parlamentu 2019.
V lednu 2019 oznámil, že se účastní prezidentských voleb 2019 jako kandidát strany SMER – sociálna demokracia. Vládní strana dlouho nemohla najít svého kandidáta a oznámení několikrát odložila i kvůli tomu, že nedokázala přesvědčit ministra zahraničních věcí Miroslava Lajčáka. Připomenul, že není členem strany SMER, ale že se bude spoléhat i na pomoc strany při financování kampaně. V prvním kole voleb skončil na druhém místě za Zuzanou Čaputovou a ve druhém kole s ní opět prohrál. 